# Вілланова-Монферрато
Вілланова-Монферрато (італ. Villanova Monferrato, п'єм. Vilaneuva Monfrà) — муніципалітет в Італії, у регіоні П'ємонт,  провінція Алессандрія.
Вілланова-Монферрато розташована на відстані близько 490 км на північний захід від Рима, 65 км на схід від Турина, 32 км на північ від Алессандрії.
Населення — 1869 осіб (2014).
Щорічний фестиваль відбувається 16 липня. Покровитель — Sant'Emiliano.

## Демографія
Населення за роками:

Станом на 1 січня 2023 року в муніципалітеті офіційно проживало 65 іноземців з 16 країн, серед них 20 громадян країн Євросоюзу та 1 громадянин України.

## Сусідні муніципалітети
- Бальцола
- Карезана
- Казале-Монферрато
- Мотта-де'-Конті
- Риве
- Стропп'яна